# Drew County
Drew County är ett administrativt område i delstaten Arkansas, USA. År 2010 hade countyt 18 509 invånare. Den administrativa huvudorten (county seat) är Monticello.

## Geografi
Enligt United States Census Bureau har countyt en total area på 2 164 km². 2 145 km² av den arean är land och 19 km² är vatten.

### Angränsande countyn
- Lincoln County  - nord
- Desha County  - nordöst
- Chicot County  - sydöst
- Ashley County  - syd
- Bradley County  - väst
- Cleveland County  - nordväst